# Piotr Wiesiołek

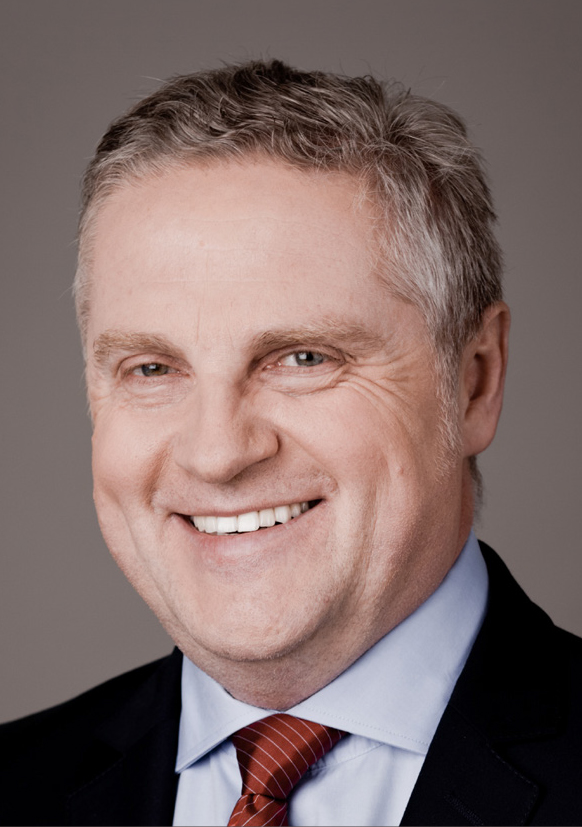
Piotr Wiesiołek (2016)

Piotr Wiesiołek (* 28. Februar 1964 in Katowice) ist Vizepräsident der polnischen Zentralbank (Narodowy Bank Polski). Mit dem Tod von Sławomir Skrzypek übernahm er am 10. April 2010 die Leitung der Zentralbank.
Wiesiołek ist Absolvent für Englische Sprache der Katholischen Universität Lublin und  studierte später an der Wirtschaftsfakultät der Universität Warschau Geld und Bankwesen. 1992 bis 1996 arbeitet er in der Zentralbank als Wertpapieranalyst und ab 1994 als Chefhändler. 1996 wechselte er als Vizepräsident an die polnisch-kanadische Bank Św. Stanisław. 1999 wurde Piotr Wiesiołek Vorstandsmitglied der Bank Ochrony Środowiska, welche auf die Finanzierung ökologischer Projekte spezialisiert ist. Zwei Jahre später wurde er zum ersten stellvertretenden Vizepräsidenten. Am 6. März 2008 wurde er von Lech Kaczyński zum Vizepräsidenten der Zentralbank ernannt.